# Jelena Alexandrowna Beckmann-Schtscherbina
Jelena Alexandrowna Beckmann-Schtscherbina (russisch Елена Александровна Бекман-Щербина; * 31. Dezember 1881jul. / 12. Januar 1882greg. in Moskau; † 30. November 1951 ebenda) war eine russische Pianistin.

## Leben

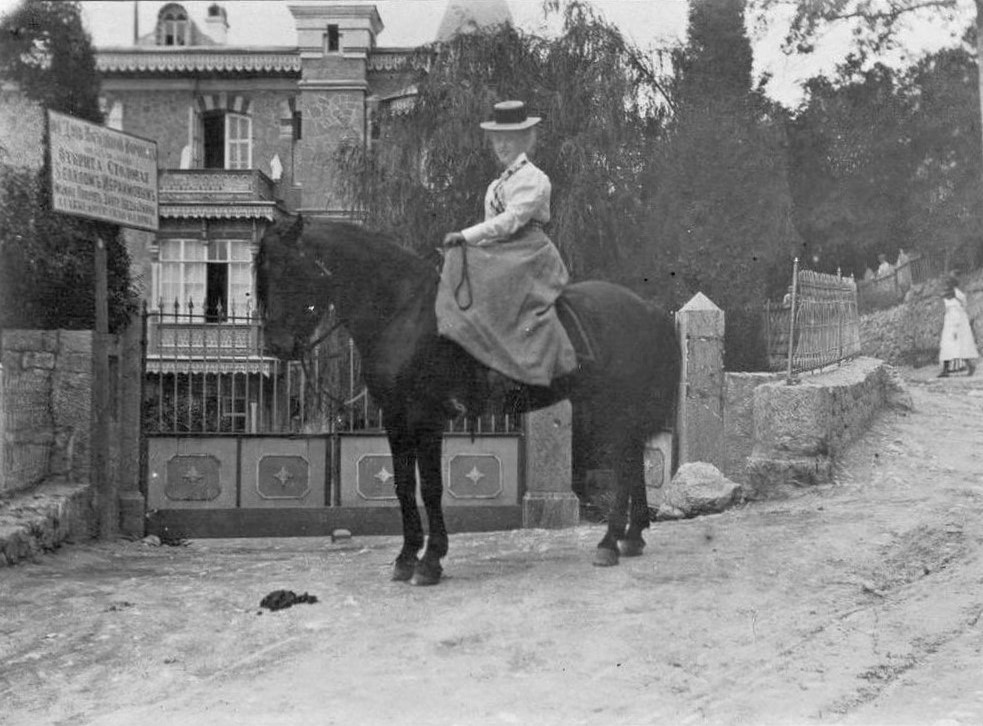
Jelena Alexandrowna Beckmann-Schtscherbina im Jahr 1898

Jelena Beckmann-Schtscherbina wurde in der Familie Kamenzew geboren. Ihre Mutter starb einige Tage nach Jelenas Geburt und das Kind wurde von ihrer Tante Elisabeth Schtscherbina erzogen, deren Familiennamen sie später aus Dankbarkeit annahm. Im Februar 1903 heiratete sie Leonid Beckmann.
Im Alter von sechs Jahren begann sie ihren Klavierunterricht, zuerst bei Walentina Sograf-Plaksina, dann bei Nikolai Swerew.
Sie besuchte das Moskauer Konservatorium, wo sie Schülerin von Paul Pabst und nach dessen Tod von Wassili Safonow wurde. Sie beendete ihr Studium 1899 mit einer Goldmedaille. Als Diplomarbeit trug sie das ganze Wohltemperierte Klavier vor.
Ihr Konzertauftritt mit Werken von Jean Sibelius brachte ihr einen großen Erfolg. 1909 spielte sie zum ersten Mal in Russland die Klavierwerke von Maurice Ravel.
In den 1900er Jahren komponierte sie in Zusammenarbeit mit ihrem Ehemann einen Zyklus von Kinderliedern, die erst 1947 und 1949 im Druck erschienen.
1912 bis 1918 betrieb sie in Moskau eine eigene Schule des Klavierspiels. 1921 bis 1930 unterrichtete sie als Dozentin des Moskauer Konservatoriums. 1942–1943 wurde sie nach Kasan ausgesiedelt.
Am 26. November 1950 trat sie in der Säulenhalle des Hauses der Gewerkschaften auf mit einem Jubiläumskonzert zum 50. Jahrestag ihrer künstlerischen Tätigkeit.

## Quelle
- Biografie

| Personendaten    | Personendaten |
| ---------------- | --- |
| NAME             | Beckmann-Schtscherbina, Jelena Alexandrowna                                                                                        |
| ALTERNATIVNAMEN  | Бекман-Щербина, Елена Александровна (russisch); Beckmann-Schtscherbina, Elena Alexandrowna; Bekman-Shcherbina, Elena Aleksandrovna |
| KURZBESCHREIBUNG | russische Pianistin |
| GEBURTSDATUM     | 12. Januar 1882 |
| GEBURTSORT       | Moskau |
| STERBEDATUM      | 30. November 1951 |
| STERBEORT        | Moskau |